# Gett Off Video Collection
Pour plus de détails, voir Fiche technique et Distribution.
Gett Off Video Collection, est à l'origine un VHS sortie en 1991 contenant 5 clips. Ses ventes l'on fait certifié disque d'or. Prince et la Warner ont fait très fort pour la promotion du premier single extrait de l'album "Diamonds And Pearls", en proposant un maxi-single contenant trois mixes + trois titres nouveaux mais basés sur le "Gett Off" original. Simultanément, cette vidéo VHS est sortie avec dessus les clips de chaque version.

## Synopsis
On comprend rapidement que tout le contenus concerne Gett Off, il y a donc son clip et 4 autres clips de chansons dérivé.
Liste des clips :
- Gett Off
- Gett Off (Housestyle)
- Violet The Organ Grinder
- Gangster Glam
- Clockin' The Jizz

## Analyse
Le clip de "Gett Off", largement diffusé sur toutes les TV du monde à l'époque, est en lui-même déjà très impressionnant. Prince y est au plus haut de sa forme, son look est terrible, ses pas de danse laissent la concurrence sur place, et la réalisation du clip ne souffre aucune critique avec ce décor qui revisite les parties orgiaques de Caligula. Les danseuses Diamond et Pearl, à la fois vicieuses et candides, montrent également toute l'étendue de leur talent.
La version "Houstyle" est aussi visible sans problème, mais représente le clip le moins intéressant de la cassette. On y voit les différents membres du groupe et quelques invités anonymes danser, chanter, jouer de leur instrument, dans une salle sombre drapée de tentures. Le tout est entrecoupé de scènes ou on retrouve les lubriques Diamond et Pearl.
"Violet The Organ Grinder" est par contre un clip dérangeant où on voit Prince sous trois formes différentes : en costume, torse nu, et déguisé en espèce de Gogo Dancer avec une casquette à chaines, dans une cage dorée. Manifestement le tout est très sexy, comme le laisse entendre d'ailleurs le titre de la chanson.
Les deux derniers clips sont entrelacés et font découvrir des images de l'intérieur des studios Paisley Park comme on n'y avait jamais été invités auparavant, ainsi que la propre maison de Prince. Toute la troupe est ainsi montrée à se reposer sur des canapés très design, bronzer au bord d'une piscine ou faire du patin à roulettes sur le parking ou trône la BMW jaune de Prince ! Prenons là pour faire un tour dans Downtown Minneapolis, avant de retrouver Sonny T en train de fouiller les poubelles pour y retrouver... sa propre image ! On y voit également Prince regarder une cassette  sur laquelle il figure une séance de danse orientale faite par Mayte Garcia (rappelant une des scènes du film 3 Chains O' Gold), alors toute nouvelle au sein de la New Power Generation. Cette cassette est surement une de celles envoyées par Garcia afin de se faire engager. On y voit ensuite Tommy Barbarella et Levi Seacer, Jr. entrer et porter Prince jusqu'à la sortie tandis que la cassette se termine.
Bref, une cassette très sympathique avec de la très bonne musique. Malheureusement il n'existe aucune édition DVD officielle.

## Fiche technique
- Titre original : Gett Off
- Réalisation : Randee St Nicholas
- Producteur : Warner Music Vision
- Musique : Prince
- Directeur artistique : Prince
- Sortie : 14 octobre 1991 aux États-Unis
- Genre : Divertissement

## Musicien présent
- Prince
- Levi Seacer, Jr.
- Sonny T.
- Rosie Gaines
- Tommy Barbarella
- Michael Bland
- Tony M.
- Kirky J.
- The NPG Hornz
- Mayte
- Diamond and Pearl